# Георги Георгиев (скулптор)
Вижте пояснителната страница за други личности с името Георги Георгиев.
Георги Любомиров Георгиев е български скулптор.

## Биография
През 1993 година завършва специалност „Дърворезба“ в Художествената гимназия, Тетевен. Продължава образованието си във Великотърновския университет „Св. св. Кирил и Методий“, специалност „Скулптура“, в курса на проф. Величко Минеков. Магистърската си степен получава в Националната художествена академия, София, в курса на проф. Емил Попов.
Работи в областта на фигуралната композиция, използва класическите материали — камък, дърво, метал. Има множество самостоятелни изложби. Участва в редица международни симпозиуми, общи национални изложби, печели няколко скулптурни конкурса.

### Участия и изложби
- Симпозиум по скулптура, Илинденци, България, 2008
- Участия в национални изложби, София, 2004-2008
- Участие в Скулптурен симпозиум, Дания 2008, 2010
- Участия в българската Национална изложба „Скулптура“, 2008, 2009, 2010
- Самостоятелна изложба, галерия „Възраждане“, Пловдив, 2010
- Самостоятелна изложба, галерия „Икар“, София, 2011

### Награди
- 1-во място в национален конкурс за паметник на българския поет Христо Смирненски
- 3-то място в национален конкурс за паметник на българската поетеса Петя Дубарова